# Edificio Ylario
El edificio Ylario se encuentra situado en la calle Colón número 25 esquina con calle Roger de Lauria número 30, en el centro histórico de Valencia (España).

## Edificio
Es obra del maestro de obras valenciano Lucas García Cardona en 1889. Su estilo formal es el eclecticismo arquitectónico. Es una de las pocas construcciones que quedan en pie en la calle Colón de finales del siglo XIX, posteriores al derribo de la muralla realizado en el año 1865.
El edificio consta de planta baja, tres alturas y ático. El chaflán forma un ángulo agudo. En la fachada se pueden apreciar numerosos detalles cuidados y de calidad. En el año 1897 se añadiran los miradores de la primara planta. El edificio está rematado por un frontón en cuya parte superior se sitúa el ático con ventanas de reducidas dimensiones.
Actualmente solo se conserva la fachada, habiendo sido su interior reformado y ocupado por la empresa tecnológica Apple, para la apertura el 3 de diciembre de 2011 de su primera tienda de gran tamaño en España, ubicada en Valencia. Una composición muy parecida del mismo maestro de obras puede observarse en el cercano edificio de la calle Roger de Lauría número 26, en la actual sede de la Gerencia Regional del Catastro de Valencia, que edificó justo después del presente edificio.